# Wapen van Man
Het wapen van Man, officieel The Arms of Her Majesty in right of the Isle of Man, bestaat uit een rood schild met daarop een triskelion, gesteund door twee vogels, en gekroond door de Britse kroon. Onder het schild staat het motto van Man, Quocunque Jeceris Stabit - Latijn voor "Hoe je het ook werpt, het zal staan" (namelijk, de triskelion). 
Het wapen dateert van 1996. De triskelion is afkomstig uit het wapen van de laatste Noordse koning van Man, Magnus III. Het symbool vindt zijn oorsprong in een zonnesymbool uit de vroege Keltische cultuur en staat ook in de vlag van Man.
Het schild wordt gedragen door een slechtvalk en een raaf. De raaf komt veel voor in legendes van het eiland. De slechtvalk verwijst naar koning Hendrik IV van Engeland die Man overdroeg aan John I Stanley van Man in ruil voor onder meer een jaarlijkse gift van twee valken op zijn kroondag. Ook de opvolgers van Hendrik IV kregen jaarlijks twee valken uit Man. Deze traditie stopte pas na de kroning van George IV in 1821.
Albanië · Andorra · Azerbeidzjan · België · Bosnië en Herzegovina · Bulgarije · Denemarken · Duitsland · Estland · Finland · Frankrijk · Georgië · Griekenland · Hongarije · Ierland · IJsland · Italië · Kosovo · Kroatië · Letland · Liechtenstein · Litouwen · Luxemburg · Malta · Moldavië · Monaco · Montenegro · Nederland · Noord-Macedonië · Noorwegen · Oekraïne · Oostenrijk · Polen · Portugal · Roemenië · Rusland · San Marino · Servië · Slovenië · Slowakije · Spanje · Transnistrië · Tsjechië · Turkije · Vaticaanstad · Verenigd Koninkrijk · Wit-Rusland · Zweden · Zwitserland

Afhankelijke gebieden: Åland · Faeröer · Gibraltar · Guernsey · Jersey · Man

Betwiste gebieden: Abchazië · Adzjarië